# Wolcott (Indiana)
Wolcott – miasto w Stanach Zjednoczonych, w stanie Indiana, w hrabstwie White.